# Dorothy Du Boisson
Dorothy Du Boisson (26 de noviembre de 1919 – 1 de febrero de 2013) fue una criptoanalista británica que trabajó en Bletchley Park durante la Segunda Guerra Mundial.

## Trayectoria
Du Boisson se unió al Women's Royal Naval Service (WRNS por sus siglas en inglés) durante la Segunda Guerra Mundial y estuvo destinada en el sector de Newmanry en Bletchley Park en Inglaterra. Junto a otras mujeres, operaba máquinas para descifrar códigos, como la máquina Tunny Heath Robinson. Era una de las cuatro operadoras que trabajaban con la Tunny pero, para hacerlo de manera eficiente, también tenía que aprender a operar la Heath Robinson. Después de que la computadora Colossus fuera desarrollada, Du Boisson la manejó bajo la dirección de un criptógrafo.
Cuando se enviaron más Wrens, Du Boisson salió de las máquinas y entró en las salas de operaciones como registradora. Era responsable de registrar y sacar las cintas y distribuirlas en las máquinas. Como era una de las dos únicas personas que trabajaban en la sala de operaciones, tenía mucho trabajo que hacer. Grabó la fecha y la identidad de cada cinta usada en la Colossus y en la Tunny. Sabía exactamente dónde estaba cada cinta y el tiempo de duración de la misma. Además, también era responsable de desenrollar las cintas en cubos y unirlas en un bucle. Éste fue un paso esencial para la operación, ya que la cinta podría no soportar la velocidad de la máquina. Después de muchos experimentos, Du Boisson encontró una forma única de fortalecerla mediante el uso de un pegamento especial, una pinza caliente y tiza francesa. Después de la guerra, las máquinas fueron destrozadas por orden de Winston Churchill. Más tarde, Du Boisson trabajó como mecanógrafa en el Ministerio del Aire.

## Bletchley Park
Para realizar bien el análisis de datos, "Du Boisson y otros operadores de Wrens necesitaban obtener los datos de una máquina parcialmente electrónica llamada Heath Robinson. Cuando realizaba su análisis con éxito, los datos resultantes se ejecutaban a través de la máquina Tunny".
La mayoría de las trabajadoras tenían entre 20 y 22 años. Asistían a las sesiones de capacitación para familiarizarse con las máquinas, cómo funcionaban y los procedimientos de mantenimiento. Los turnos de trabajo podrían durar hasta 70 horas por semana porque muchas máquinas seguían funcionando todo el tiempo y había pocas personas que supieran  manejaras. Era necesario que esas personas trabajaran tres turnos de ocho horas todos los días durante varias semanas. Además, por esta carga de trabajo estresante, comenzaron a aparecer errores en las operaciones. A causa de las limitaciones en las máquinas, cuando se encontró un error, en muchos casos, fue necesario rehacer el trabajo nuevamente.

### Condiciones de vida y de trabajo
Tenían que realizar una serie de trabajos concretos dentro de un calendario apretado. Debido a las restricciones de las políticas externas, los trabajadores tenían que pasar la mayor parte del tiempo encerrados en habitaciones sin la ventilación y la luminosidad adecuadas. Además, muchos empleados incluso vivían allí, generalmente en áticos que en realidad no estaban preparados. "El ático estaba frío y muy húmedo", y tuvieron que "poner periódicos en la cama para mantenerse calientes". Las malas condiciones de los edificios y la maquinaria, con muchos cables eléctricos, tampoco fueron una buena combinación, ya que era común que se produjeran incendios. La comida no era buena y el agua a veces estaba contaminada. "Sufrimos de agotamiento y malnutrición".

### Resultados
Los empleados de Bletchley Park no sabían lo que estaban haciendo y cómo iban a utilizar su trabajo. Se esperaba que simplemente siguieran las órdenes dadas por sus superiores y se les prohibió hacer preguntas o comentarios sobre su trabajo. 
Al igual que otros miembros de Wrens, Du Boisson sabía poco del éxito de Bletchley en el descifrado de códigos. Obtuvieron alguna información sobre lo que hacían una vez al mes. También fueron responsables de recopilar información para la guerra. "Todos los oficiales alemanes tenían una tarjeta y cada vez que aparecía su nombre en el mensaje, se anotaban todos los detalles. Una vez, nos dijeron, que un oficial alemán de alto rango envió un mensaje codificado en el que pedía que le enviaran el equipaje de su amante. Nuestra gente estaba encantada de leerlo ya que su regimiento no se había comunicado en varios meses".

### Contribución
El ingeniero que diseñó y construyó el prototipo Colossus, Thomas Flowers, dijo que "Bletchley Park cambió el curso de la historia y los elogios que recibieron los criptoanalistas fueron merecidos, pero nunca se ha dicho nada sobre las muchas personas que trabajaron como esclavos durante más de un año para crear Colossus y ponerlo en servicio el Día D". De hecho, sin el arduo trabajo de Du Boisson y otras chicas Wren, Colossus no habría podido funcionar bien. El hecho de que el primer Coloso completamente satisfactorio se pusiera en servicio antes del día D no fue una coincidencia. Trabajaron a toda máquina durante cuatro meses y cumplieron el plazo. La decodificación en Bletchley Park aseguró que los alemanes no pudieran llegar allí cuando las tropas estadounidenses estaban aterrizando. Eisenhower declaró que sin la información que había aplicado Bletchley, la guerra habría durado al menos dos años más que lo que había hecho.